# Gustav Helrich
Gustav Karl Julius Helrich (russe : Густав Ка́рл Ю́лиус Адо́льфович Ге́льрих), né le 15 septembre 1878 à Hambourg et mort en 1917, est un architecte allemand installé à Moscou qui fut un représentant éminent de l'architecture Art nouveau moscovite.

## Biographie
Il termine l'institut polytechnique de Hanovre. En 1901, il s'installe à Moscou, où il reçoit le certificat du comité technique de construction pour le droit d'exercer la profession d'architecte dans le domaine civil. Il devient membre de la société d'architecture de Moscou en 1906. En 1908, il présente ses projets à l'exposition internationale d'art de Saint-Pétersbourg. Il se spécialise dans la construction d'immeubles de rapport à plusieurs étages et ossatures à plusieurs sections. Il travaille pour son cabinet d'architecture qu'il a fondé et qu'il dirige, la société par actions de commerce et de construction de Moscou. Il est propriétaire d'un immeuble de rapport rue Malaïa Dmitrovka. Selon l'historienne d'art Maria Nachtchokina, beaucoup d'immeubles construits par Helrich comptent parmi les exemples les plus aboutis de l'Art nouveau moscovite.
Les commandes d'Helrich cessent lorsque la Première Guerre mondiale éclate et il quitte Moscou après l'été 1914. Son sort est inconnu après 1917.
Il demeura à Moscou ruelle Machkov au n°1, puis au 6 rue Sadovaïa-Karetnaïa et enfin dans un appartement du 25 rue Malaïa Dmitrovka, propriétaire de cet immeuble qu'il avait lui-même construit, donnant en location les autres appartements,.

## Constructions

### Moscou

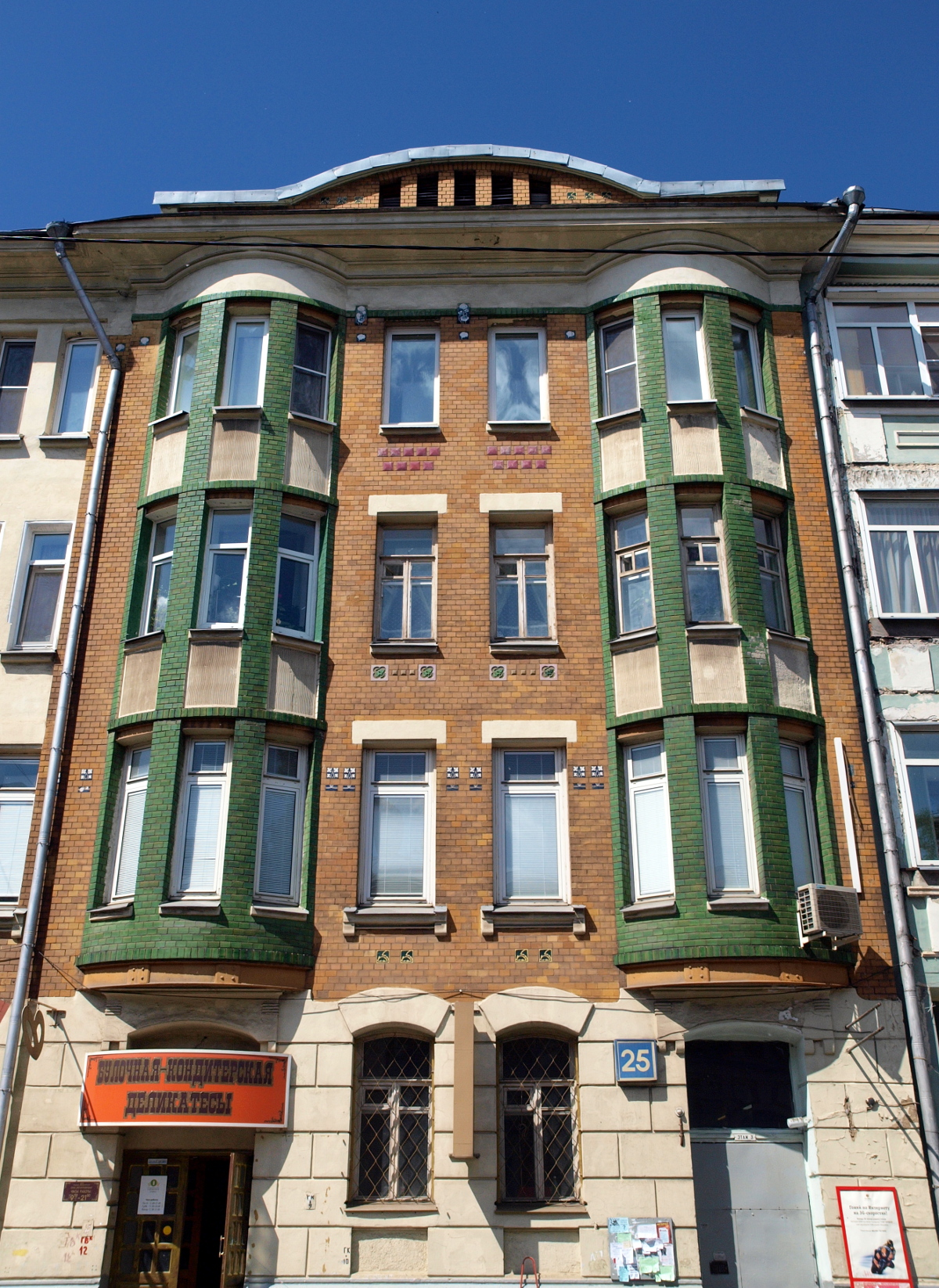
Immeuble du 25 rue de Chtchepkine.

- Immeuble de rapport de la Société de commerce et de construction (1901, rue Lesnaïa), non conservé ;
- Écuries et communs de l'hôtel particulier de Vladimir Smirnov (1902, rue Skakovaïa, 5, dans la cour);
- Hôtel particulier de S.G. Protopopov et V.S. Tatichtchev, en collaboration avec Vladimir Sherwood (1902, rue Novokouznetskaïa, 12#14), patrimoine protégé[3];
- Bains S.S. Proussakov (1902, ruelle Elektritcheski, 3), réaménagement ;

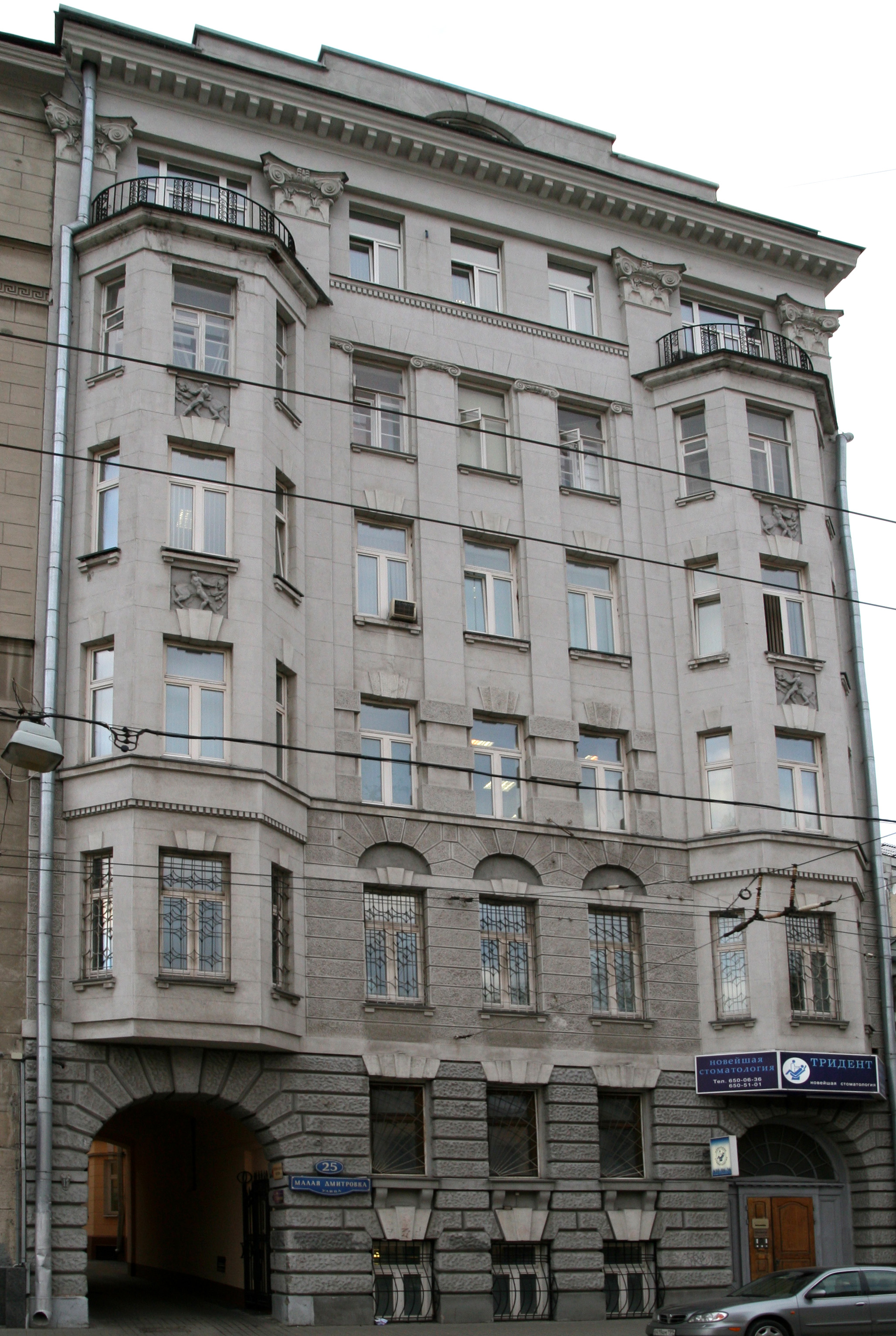
Immeuble et propriété de Helrich construit par lui au 25 rue Malaïa Dmitrovka.

- Immeuble de rapport de M. Malitch (1902, perspective Leningradsky, 23);
- Immeuble de rapport de M.N. Tchijikova (1902, rue Sadovaïa-Koudrinskaïa, 23);
- Immeuble de rapport d'I.I. Leonov (1902, passage de la Porte de la Résurrection, 16);
- Immeuble de rapport de N.P. Loufiev (1902, ruelle de l'Exaltation-de-la-Croix, 3);
- Hôtel particulier de Jacob Reck (ou de S.D. Krassilchtchikova) (1903, rue Bolchaïa Nikitskaïa, 56)[3];

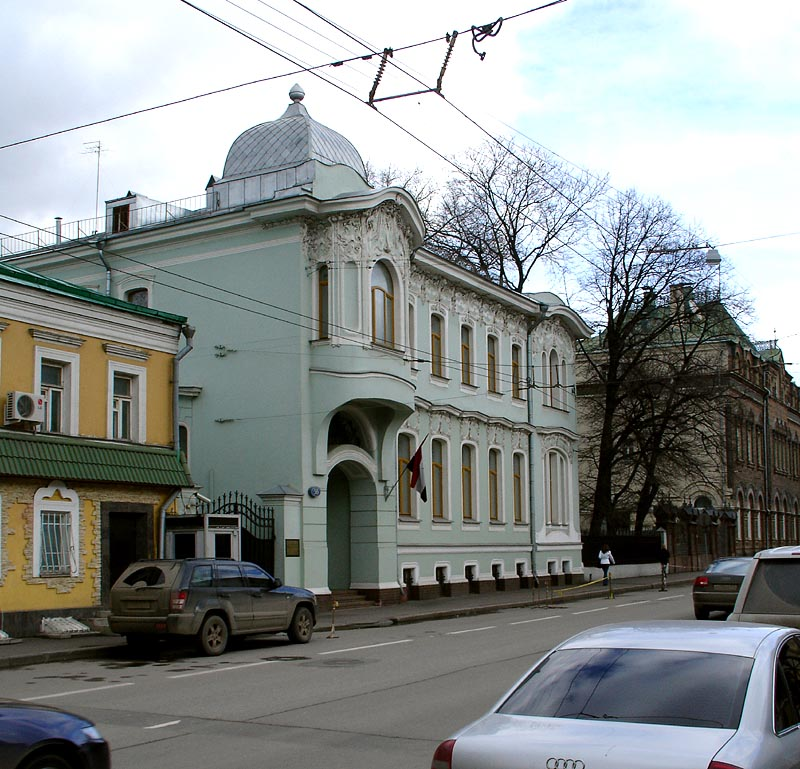
Hôtel particulier de Jacob Reck.

- Réaménagement de l'hôtel particulier des Protassov-Malitch (1905, rue Sadovaïa-Samotiotchnaïa, 6)[3];
- Clinique dentaire d'I.M. Kovarski (1906, rue Dolgoroukovskaïa, 4), ;
- Immeuble de rapport de P.A. Skopnik (1906, rue Sadovaïa-Koudrinskaïa, 24/27 — rue Spiridonovka 27/24);

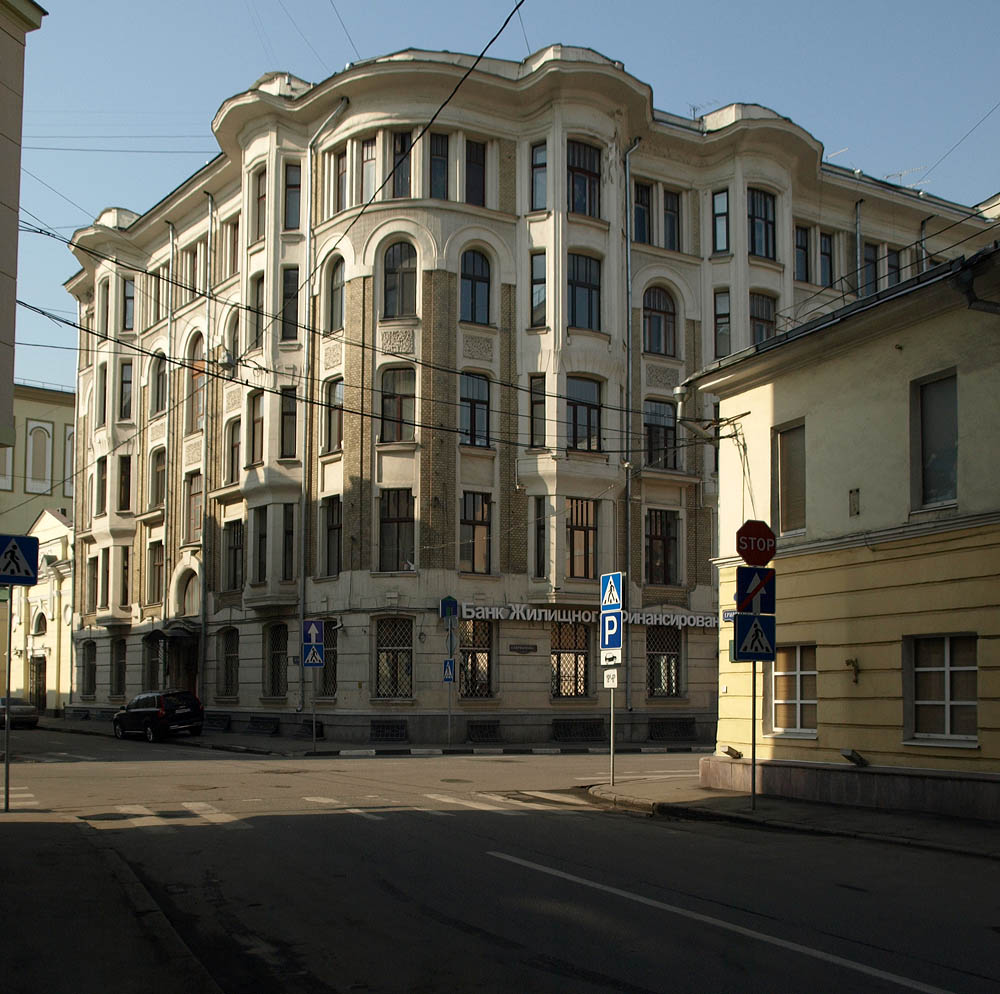
Immeuble Skopnik.

- Immeuble de rapport d'Е.N. Chevliaguina (1906, rue Mechtchanskaïa, 20 — adjacent au n° 25 de la rue de Chtchepkine (immeuble Outkine), aujourd'hui les deux immeubles ont comme adresse 25/20 rue de Chtchepkine);

- Immeuble de rapport de la princesse Beboutova (1909, boulevard de la Nativité, 9);
- Immeuble de rapport (1910, ruelle Skatertny, 10);
- Immeuble de rapport de R.G. Kravetz (1910, ruelle Bolchoï Kharitonievski, 16, dans la cour);
- Projet de réaménagement de l'immeuble de rapport des frères Gribov, en collaboration avec Nikolaï Evplanov (1910—1912, rue de Tchaplyguine, 3), non réalisé[4];
- Complexe d'immeubles de rapport de P.V. Savostianova — O.S. et V.S. Smirnov-Yakovlev — V.M. Markov (1911, rue Petrovka, 17)[3];
- Immeuble de rapport des frères Gribov (1911, rue de Tchaplyguine, 1а);
- Immeuble Reck (1911, rue Pretchistenka, 13), continuation des travaux;
- Immeuble de rapport de R.G. Kravetz, V.V. Varpakhovski (1911, rue de Joukovski, 7);
- Immeuble de rapport d'E.N. Chevliaguina (1911, rue de Chtchepkine, 22);
- Immeuble de rapport (1911, ruelle Pouchkariov, 6);
- Immeuble de rapport (1911, ruelle Bolchoï Kharitonievski, 12);
- Cinéma «Volcan» (1911, rue Zemlianoï Val, 76) réaménagé en théâtre de la Taganka;
- Maison de D.I. Plachtchov (1911, rue Zemlianoï Val, 25), non conservée;
- Mausolée de S.P. Smirnov (1911, cimetière Piatnitskoïe);
- Bâtiment principal de la Compagnie des manufactures de caoutchouc de Moscou (1911, rue Krasnobogatyrskaïa, 2)[3];
- Foyer de la Société de charité moscovite d'éducation et de formation des enfants aveugles auprès de l'église Sainte-Marie-Madeleine (1911, perspective de la Paix, 13);
- Immeuble de rapport (1912, rue Mechtchanskaïa, 20);
- Immeuble de rapport d'А.I. Tchernov (1912, ruelle Lopoukhinski, 3);
- Immeuble de rapport (1912, ruelle Pretchistenski, 14);
- Immeuble de rapport (1912, ruelle Pretchistenski, 7);

- Immeuble de rapport de M.F. Zeiwang (1912, rue de Jiliarovski, 1);
- Immeuble de rapport Outkine (1912, rue de Chtchepkine, 25);
- Immeuble de rapport de Gustav Helrich construit par lui-même où il s'est réservé un appartement (1913, rue Malaïa Dmitrovka, 25);
- Immeuble de rapport du comte V.S. Tatichtchev (1913, rue Piatnitskaïa, 43);
- Immeuble de rapport de P.A. Tsyplakova (1913, ruelle Maly Liovchinski, 7);
- Immeuble de rapport (1913, rue Bolchaïa Polianka, 48);
- Immeuble de rapport de Malychev, en collaboration avec Sergueï Voskressenski (1914, rue Bolchaïa Polianka, 44/2)[3];
- Immeuble de rapport (1914, rue Bolchaïa Bronnaïa, 15 — ruelle Bogoslovski, 8/15);
- Hôtel particulier et dispensaire du docteur A.A. Ermolina (1914, rue Denejny, 24, dans la cour);
- Corps de bâtiment de l'usine « Bogatyr » (?, quartier de Bogorodskoïe).

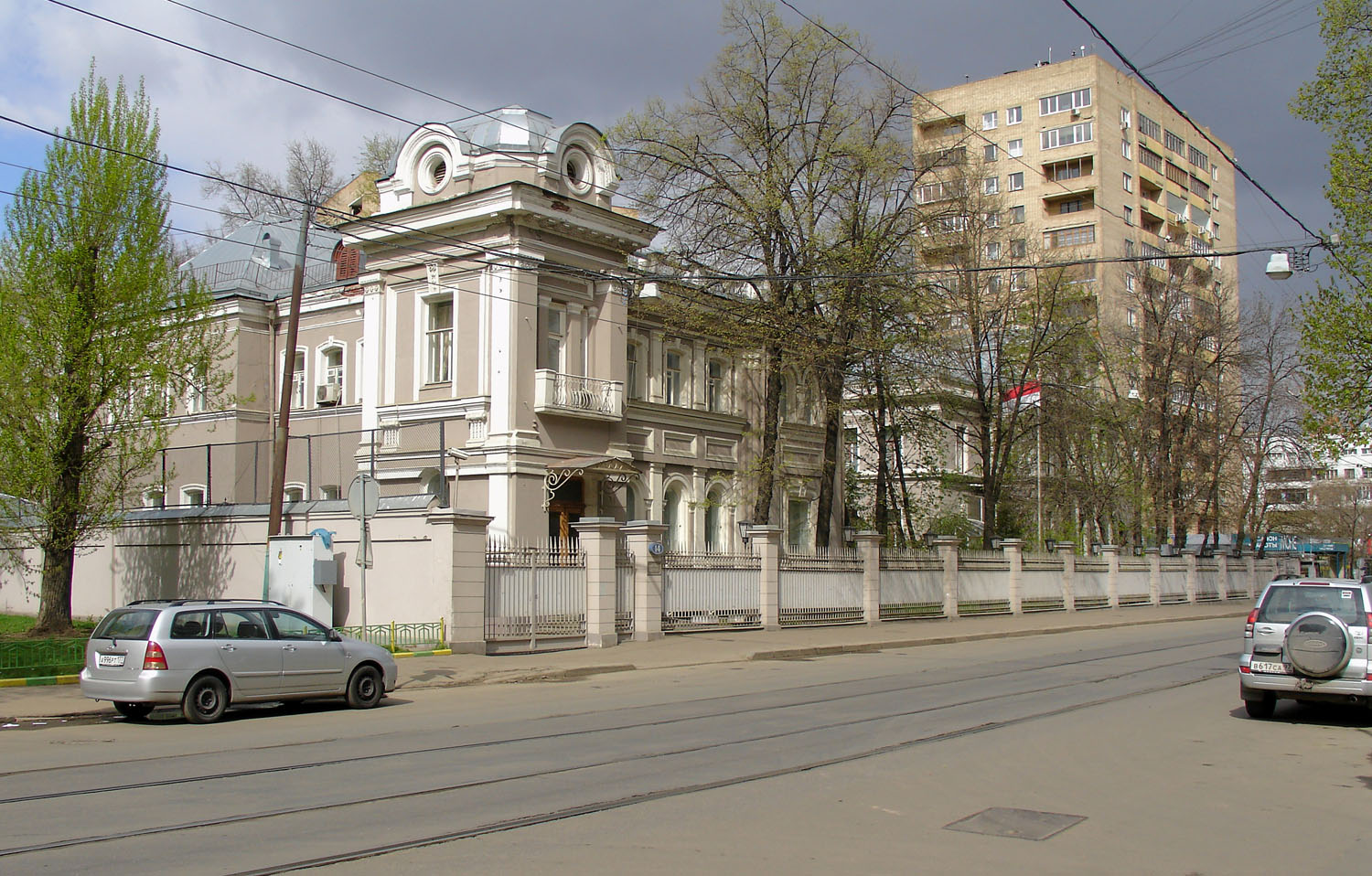
Ensemble des bâtiments de l'ambassade d'Indonésie à Moscou (rue Novokouznetskaïa, n° 14 et 12).
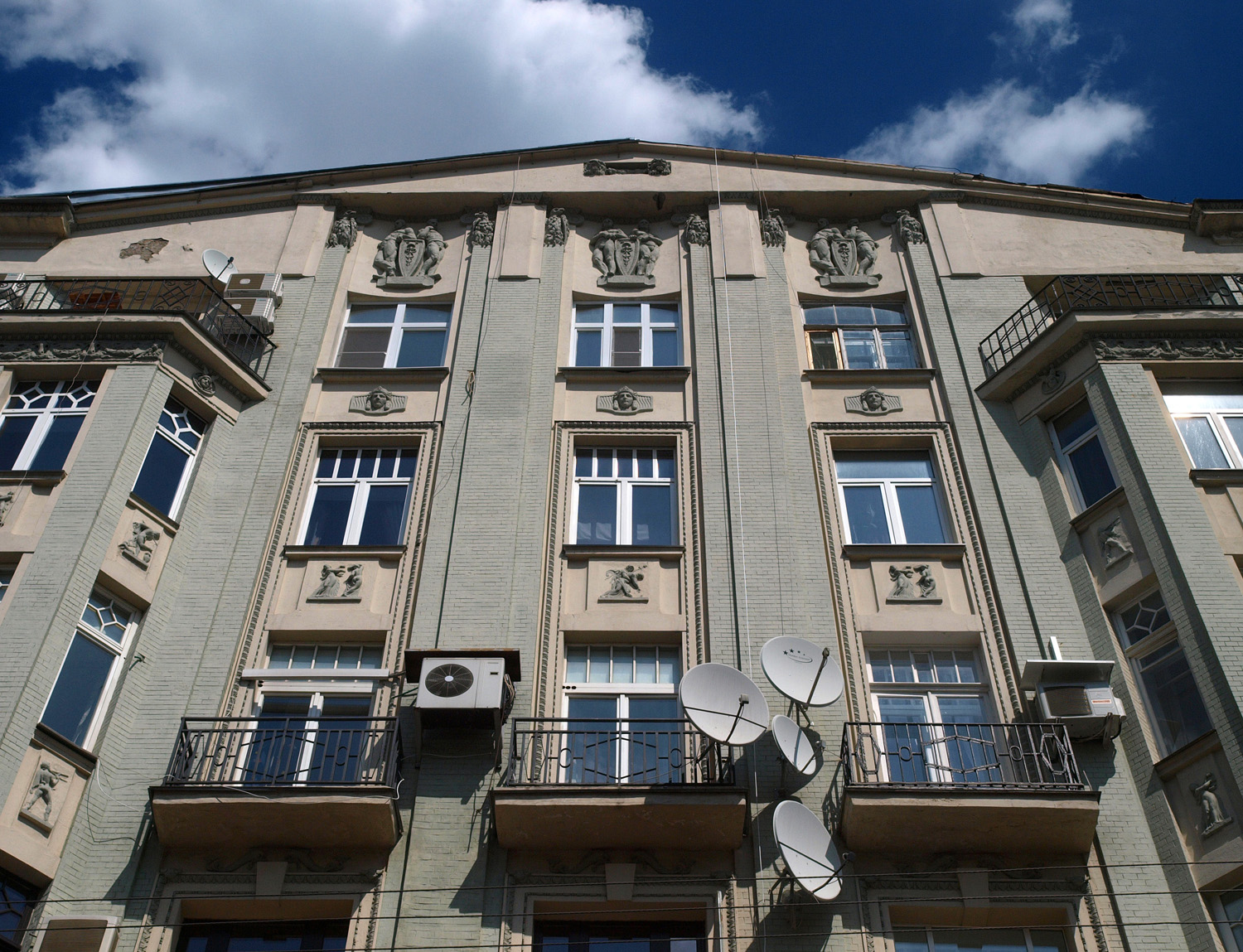
Immeuble des frères Gribov (1911, rue de Tchaplyguine, 1а).

### Oblast d'Ivanovo
- Maison du Peuple de l'usine Baline (1910, Iouja, rue Soviétskaïa, 9)
- École primaire supérieure de l'usine d'A. Ya. Baline (1913, Iouja, rue Soviétskaïa, 20)[5].

### Nijni Novgorod
- École et hospice pour aveugles (1914-1916, rue Ilinskaïa, 18, 18б), Nijni Novgorod.